# Walter Burley
Walter Burley eller Walter Burleigh (født ca. 1274/75 i Burley-in-Wharfedale, Yorkshire, død ca. 1344/45 i England?) var en senmiddelalderlig filosof og teolog som frem for alt fik betydning som modstander af William af Ockham der i universaliestriden stod for en såkaldt konceptualistisk nominalisme.
Burley afsluttede 1301 sit studium i Oxford og fik en doktortitel i teologi ved universitetet i Paris, formodentlig omkring 1324. Han underviste da dér og vendte tilbage til England omkring 1338.

## Værker
- Aristoteles-kommentarer til: Categoriae, De Interpretatione, Physica, Politica
- De puritate artis logicae (mellem 1325 og 1329)
- De vita et moribus philosophorum (før 1326)